# دوغلاس روبنسون
دوغلاس روبنسون (20 أبريل 1884 في المملكة المتحدة - 29 يوليو 1963) (بالإنجليزية: Douglas Robinson)‏ هو لاعب كريكت بريطاني (وحمل سابقاً جنسية المملكة المتحدة لبريطانيا العظمى وأيرلندا). لعب مع نادي مقاطعة غلوستر للكريكت ‏ ونادي مقاطعة ساسكس للكريكت ‏.

## وصلات خارجية
- دوغلاس روبنسون على موقع أرشيف الشارخ.